# توماس يوجين غريدي
توماس يوجين غريدي (بالإنجليزية: Thomas Eugene Grady)‏ هو قاضي ومحامي أمريكي، ولد في 19 نوفمبر 1880، وتوفي في 5 أبريل 1974.

## السيرة
تم تعيين غريدي قاضيًا في المحكمة العليا في عام 1911 وخدم حتى عام 1917. وفي عام 1917، أصبح محاميًا لمدينة ياكيما، حيث كان أيضًا عضوًا في مجلس المدينة. أصبح عضوًا في المحكمة العليا مرتين. أولاً، من عام 1942 إلى عام 1945، وثانياً، من عام 1949 إلى عام 1955. وكان جمهورياً.